# Eophyseter
Eophyseter — рід вимерлих кашалотів (Physeteridae) з епохи пліоцену в Італії. Він містить один відомий вид: Eophyseter damarcoi, останки якого були знайдені у формації Саббіе д'Асті в муніципалітеті Вільяно д'Асті. Голотипний зразок, MGPT-PU 13864, є відносно повним, складається з часткового скелета, включаючи більшу частину хребта, часткового лівого ласта та грудини, п'ятнадцяти ребер та одного шеврона. Родова назва походить від давньогрецьких слів, що означають світанок (ήώς), та дуйка (φυσώ). Видова назва вшановує П'єро Дамарко, який сприяв підготовці зразка голотипу.
Філогенетичний аналіз, проведений Мікеланджело Бісконті та його колегами, виявляє, що Eophyseter належить до родини Physeteridae, розміщуючи його як сестру Idiophyseter та близького родича Aulophyseter та сучасного кашалота (Physeter macrocephalus).